# 夏色シネマ
『夏色シネマ』(なついろシネマ)は、Jungle Smileの3枚目のスタジオ・アルバム。

## 概要
- Jungle Smile3枚目のアルバムであり、初のコンセプト・ミニ・アルバムである。

## 収録曲
1. おなじ星 〜小川・風鈴〜 (7:37)
作詞：高木郁乃、作曲：吉田ゐさお、編曲：吉田ゐさお・杉山勇司
5thシングルのリミックス。
2. 恐竜のヘリコプター 〜分校・バス停〜 (6:42)
作詞：高木郁乃、作曲：吉田ゐさお、編曲：吉田ゐさお・杉山勇司
アルバム「虹のカプセル」収録曲のリミックス。
3. 片思い 〜海・雨・雷〜 (10:57)
作詞：高木郁乃・芹沢類、作曲：吉田ゐさお、編曲：吉田ゐさお・杉山勇司
2ndシングルのリミックス。
4. 雲の中の散歩 〜海岸・空〜 (11:19)
作詞：高木郁乃、作曲：吉田ゐさお、編曲：吉田ゐさお・杉山勇司
アルバム「虹のカプセル」収録曲のリミックス。
5. 夏の情景 (4:55)
作詞・作曲：吉田ゐさお、編曲：吉田ゐさお・杉山勇司
新曲。